# 2003 HP57
2003 HP57 est un objet de la ceinture de Kuiper.

## Caractéristiques
2003 HP57 mesure environ 231 kilomètres de diamètre, son orbite est très mal connue du fait d'un faible arc d'observation.